# Сарагоса
Сарагоса (шп. Zaragoza) је главни град аутономне заједнице Арагон, покрајине Сарагосе и бивше краљевине Арагон. Налази се на реци Ебро и њеним притокама у великој долини са разноврсним крајолицима, од пустињског до густе шуме, ливада и планина.
Сарагоса је пети град по величини у Шпанији. Шире градско подручје има 833.455 становника. Град се налази на 199 m надморске висине.

## Географија

### Клима
| Клима (Сарагоса)           | Клима (Сарагоса) | Клима (Сарагоса) | Клима (Сарагоса) | Клима (Сарагоса) | Клима (Сарагоса) | Клима (Сарагоса) | Клима (Сарагоса) | Клима (Сарагоса) | Клима (Сарагоса) | Клима (Сарагоса) | Клима (Сарагоса) | Клима (Сарагоса) | Клима (Сарагоса) |
| Показатељ \ Месец          | .Јан.            | .Феб.            | .Мар.            | .Апр.            | .Мај.            | .Јун.            | .Јул.            | .Авг.            | .Сеп.            | .Окт.            | .Нов.            | .Дец.            | .Год.            |
| -------------------------- | ---------------- | ---------------- | ---------------- | ---------------- | ---------------- | ---------------- | ---------------- | ---------------- | ---------------- | ---------------- | ---------------- | ---------------- | ---------------- |
| Средњи максимум, °C (°F)   | 10,3 (50,5)      | 13,3 (55,9)      | 16,6 (61,9)      | 18,7 (65,7)      | 23,2 (73,8)      | 27,7 (81,9)      | 31,5 (88,7)      | 31,0 (87,8)      | 26,7 (80,1)      | 20,7 (69,3)      | 14,3 (57,7)      | 10,7 (51,3)      | 20,4 (68,7)      |
| Средњи минимум, °C (°F)    | 2,4 (36,3)       | 3,5 (38,3)       | 5,2 (41,4)       | 7,4 (45,3)       | 11,2 (52,2)      | 14,8 (58,6)      | 17,6 (63,7)      | 17,8 (64)        | 14,7 (58,5)      | 10,3 (50,5)      | 5,8 (42,4)       | 3,5 (38,3)       | 9,5 (49,1)       |
| Количина падавина, mm (in) | 22 (8,7)         | 20 (7,9)         | 20 (7,9)         | 35 (13,8)        | 44 (17,3)        | 31 (12,2)        | 18 (7,1)         | 17 (6,7)         | 27 (10,6)        | 30 (11,8)        | 30 (11,8)        | 23 (9,1)         | 317 (124,8)      |
| [ тражи се извор ]         |                  |                  |                  |                  |                  |                  |                  |                  |                  |                  |                  |                  |                  |

## Историја

### Рана историја
Картагињани су на остацима келтиберског насеља саградили војно упориште и дали му име Салдуба. Римљани су извршили инвазију и град се нашао у саставу римске колоније Цесаравгусте, коју је основао Октавијан Август. У 5. веку Визиготи освајају Сарагосу. У Сарагоси је основан један од раних хришћанских сабора одржан380.

### Маварска ера
Арапи су 717. преузели контролу над градом и град је касније ушао у сатав Кордовског емирата. растао јер и постао је највећи арапски град на северу Шпаније. Карло Велики је 777. покушао да заузме град, али био је присиљен да се повуче пред организованом одбраном и због напада Баска са леђа.
Од 1018. до 1118. Сарагоса је била један од таифа краљевина, независних муслиманских државица, које су анстале у 11. веку након распада Кордопског калифата. За време прве три декаде тога периода, од 1018. до 1038. градом је владао Бану Туџиби. Од 1038. влада Бану Худ, који је чинио компликоване савезе са Ел Сидом и његовим кастиљанским господарима а против Алморавида. До 1100. Алморавиди су прешли Ебро, па је Арагон дошао у директан контакт са Алморавидима. Бани Худ се опирао Алморавидима, док није поражен 1110.

### Арагонска ера и каснија историја
Под вођством Алфонса I од Арагона Арагонци су уз сарадњу француског племства 1118. преотели град од Алморавида и прогласили га престолницом краљевине Арагон. Алфонсо VII од Леона и Кастиље је искористио слабост краљевине Арагон након смрти Алфонса I па је 1137. заузео Сарагосу. Алфонсо VII од Леона и Кастиље је исте године предао Сарагосу Рамону Беренгеру IV од Барселоне, под условом да Сарагоса остаје кастиљански феуд.
За време рата за независност Шпаније против Наполеонове војске Сарагоса је била два пута под већом опсадом. Први пут је била од јуна до августа 1808, а други пут од децембра 1808. до фебруара 1809.

## Привреда
У једном малом месту крај Сарагосе, Џенерал Моторс је 1982. отворио фабрику Опел. Опел је постао један од главних ослонаца регионалне привреде. Значај пољопривреде је временом постајао све мањи и мањи. Друге важне фабрике су:
Балај, који производи апарате за домаћинство и Каф, који производи локомотиве.
У Сарагоси се налази и шпански војни аеродром са базом, коју су делили са америчким ваздухопловством до 1992. Данас служи као тренажна база за америчке војне авионе. Ту се налази главно седиште шпанске копнене војске.
Привреда Сарагосе је од 2006. имала користи од будућих пројеката, као што је следећи светски сајам Експо 2008.

## Култура
Сарагоса је повезана са почецима хришћанства у Шпанији. Према предању, Богородица се појавила у 1. веку на стубу. Ту легенду обележава базилика која се назива „Нуестра Сењора дел Пилар“. Тај догађај се у Сарагоси обележава 12. октобра и представља највећу свечаност у Сарагоси. Тај дан се подудара са Колумбовим открићем Америке. Свечаност траје 9 дана са карневалима, процесијама, плесом, ватрометом.

## Знаменитости
Близу базилике на обали Ебра налази се 
- градска већница Лонха (стара мењачница),
- Катедрала Сео из 14 века са музејом таписерија
- рушевине римског зидина

Једна од познатих маварских грађевина је Алџаферија, маварски замак или палата. У тој грађевини се одржавају Вердијеве опере, а и скупштина Арагона ту одржава седнице.
У музеју лепих уметности налазе се дела Ел Грека, Рибере и Гоје.

## Становништво
Према процени, у граду је 2008. живело 666.129 становника.

| 1981.   | 1989.   | 1991.   | 2001.   | 2002.   |
| ------- | ------- | ------- | ------- | ------- |
| 571.855 | 594.394 | 594.394 | 614.905 | 614.905 |

## Партнерски градови
- Витлејем
- Ташкент
- Тихуана
- Барнаул
- Бијариц
- Коимбра
- Даљен
- Ла Паз
- Ла Плата
- Скопље
- Yulin
- Замбоанга
- Тирана
- Мостолес
- По